# Лі Даррелл
Лі Даррелл (англ. Lee Durrell, при народженні Лі Макджордж Вілсон, англ. Lee McGeorge Wilson; нар. 7 вересня 1949, Мемфіс, Теннессі) — американська письменниця, натуралістка та телеведуча. Найбільш відома роботою в Джерсійському зоопарку спільно зі своїм чоловіком Джеральдом Дарреллом.

## Життєпис
Народилася 7 вересня 1949 року у Мемфісі, штат Теннессі, і з дитинства цікавилася дикою природою. Вивчала філософію в коледжі Брін Мар, 1971 року вступила до Дюкського університету, де вивчала поведінку тварин, акустичні сигнали ссавців та птахів Мадагаскару, й де здобула ступінь доктора філософії.
З Джеральдом Дарреллом познайомилася 1977 року, коли він читав лекцію в Дюкському університеті. Вони одружилися 1979 року, після чого переїхала на Джерсі, де працювала в заснованому чоловіком Фонді охорони дикої природи. Супроводжувала його в поїздках на Маврикій і Мадагаскар та до СРСР.
Є автором книги «State of the Ark — an atlas of conservation in action» (1986). Виступила співавтором Даррелла в таких творах, як «Натураліст-аматор» (1982) та «Даррелл в Росії» (1986).
Стала почесним директором Фонду охорони дикої природи Даррелла після смерті чоловіка 1995 року. Також входить до різноманітних об'єднань, що спеціалізуються на охороні дикої природи.
2011 року Лі Даррелл нагороджена орденом Британської імперії кавалерського ступеня.
Лі Даррелл виступила консультанткою на зйомках телесеріалу «Даррелли» (2016—2019), заснованому на автобіографічному романі Джеральда Даррелла «Моя родина та інші звірі».

## Фільмографія
- 1982 — «The Amateur Naturalist» (телесеріал, CBC, Канада, Channel 4, Велика Британія)
- 1986 — «Даррелл в Росії» (телесеріал, Channel 4, Велика Британія)
- 1987 — «Ourselves & Other Animals» (телесеріал, Primetime Television)